# Tomas Radzinevičius
Tomas Radzinevičius (* 5. Juni 1981 in Marijampolė, Litauische SSR, Sowjetunion) ist ein litauischer Fußballspieler. Der Stürmer wird vorrangig als Mittelstürmer eingesetzt.

## Karriere

### Verein
Tomas Radzinevičius spielte von 1999 bis 2005 für Sūduva Marijampolė, aus dessen Jugend er hervorging. Anfang 2006 wurde er vom tschechischen Erstligisten Slovan Liberec verpflichtet, konnte sich aber nicht durchsetzen und wurde in der Saison 2006/07 an den Ligakonkurrenten SK Kladno ausgeliehen. Dort spielte er regelmäßig, in 23 Partien erzielte der Angreifer vier Tore. Die Vorbereitung auf die Spielzeit 2007/08 begann der Litauer in Liberec, am 17. Juli 2007 wurde er an Dynamo Budweis ausgeliehen. In der Winterpause kehrte er zu Slovan Liberec zurück. Zur Saison 2009/10 wechselte er zu Odra Wodzisław in die polnische Ekstraklasa. Nach einem halben Jahr kehrte er nach Tschechien zurück und unterschrieb beim Zweitligisten FK Baník Sokolov. In der Saison 2010/11 spielte er in der Hinrunde beim Zweitligisten Fotbal Třinec und in der Rückrunde beim Ligakonkurrenten MFK Karviná. Im Sommer 2011 wechselte er wieder innerhalb der Liga und unterschrieb einen Einjahresvertrag bis Mitte 2012 beim Aufsteiger aus der MSFL SFC Opava, wo er mit elf Treffern bester Torschütze wurde.

### Nationalmannschaft
Tomas Radzinevičius wurde 2003 das erste Mal für die litauische Fußballnationalmannschaft nominiert. Von 2003 bis 2008 bestritt er insgesamt 21 Spiele und erzielte ein Tor. 

### Erfolge
- Tschechischer Meister 2006 mit Slovan Liberec